# إسرايل بلاك كانتيرو
إسرايل بلاك كانتيرو (9 أكتوبر 1967 بهافانا في كوبا - ) هو مدرب كرة قدم ولاعب كرة قدم كوبي في مركز الدفاع. شارك مع منتخب كوبا لكرة القدم.

## روابط خارجية
- إسرايل بلاك كانتيرو على موقع قاعدة بيانات كرة القدم.إي يو (الإنجليزية)
- إسرايل بلاك كانتيرو على موقع ناشيونال فوتبول تيمز (الإنجليزية)
- إسرايل بلاك كانتيرو على موقع Soccerway.com (الإنجليزية)